# Smittia edwardsi
Smittia edwardsi är en tvåvingeart som beskrevs av Maurice Emile Marie Goetghebuer 1932. Smittia edwardsi ingår i släktet Smittia och familjen fjädermyggor.
Artens utbredningsområde är New Mexico. Arten är reproducerande i Sverige. Inga underarter finns listade i Catalogue of Life.